# Permanente haargolf

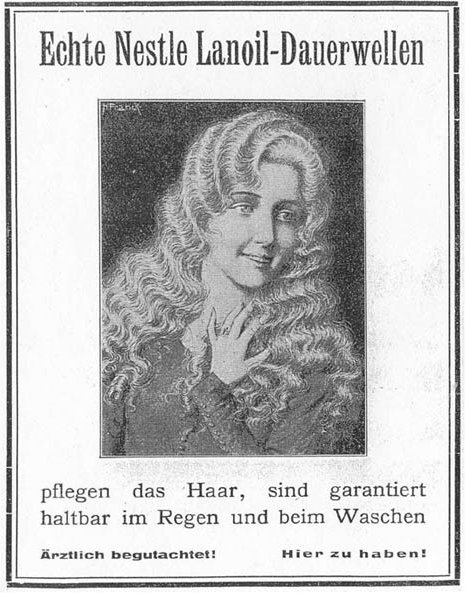
Vroeg-20e-eeuwse advertentie voor Nessle Lanoil permanent

Permanente haargolf of permanent is een omvorming van de natuurlijke aard van het haar door het haar te behandelen met ammoniumthioglycolaat-zout. 
Van nature heeft ieder mens een unieke haarstructuur meegekregen: de een heeft steil haar, de ander krullen. Alle varianten zijn mogelijk.
Steil haar kan zo gekruld worden, en omgekeerd kan golvend haar steil gemaakt worden.
Voor het steil maken van haar, ook wel glad maken of straighten genoemd, worden andere producten gebruikt die, afhankelijk van de sterkte van de krultekening en het soort haar, een veel sterkere werking hebben en ook niet ongevaarlijk zijn in verband met het risico op het afbreken van de haren. Er is een groot verschil van producten voor Europees, Aziatisch of kroeshaar (Afrohaar).
Het permanenten of omvormen van het haar is een zeer specialistische behandeling omdat de interne structuur van het haar totaal veranderd wordt tijdens de behandeling. Een permanentbehandeling bestaat uit 2 gedeelten. Een mechanisch gedeelte, waarbij de kapper rollers of ander materiaal in het haar draait om het haar een bepaalde krul en/of richting te geven, en een chemisch gedeelte, waarbij de zwavelverbindingen in het haar op een andere manier gerangschikt worden zodat het haar de nieuwe vorm voor langere tijd behoudt.